# EDA2R
Il recettore del fattore di necrosi tumorale 27, anche noto come recettore dell'ectodisplasina 2, è una proteina recettoriale che, nell'essere umano, è codificata dal gene EDA2R e fa parte della superfamiglia dei recettori del fattore di necrosi tumorale.

## Descrizione
Esistono due isoforme di ectodisplasina, EDA-A1 e EDA-A2, entrambe codificate dal gene della displasia ectodermica anidrotica. Il gene EDA2R codifica per un recettore che lega specificatamente l'isoforma EDA-A2. Tale proteina è un recettore transmembrana di tipo III e contiene tre ripetizioni ricche in cisteina e un singolo dominio transmembrana, ma manca di un peptide di segnale N-terminale. Ne sono state descritte numerose isoforme, ma solo alcune sono state sufficientemente studiate.

## Significato clinico
Mutazioni di tale gene possono condurre a una sindrome caratterizzata dalla perdita dei capelli, delle ghiandole sudoripare e dei denti.